# Азійські прісноводні черепахи
Азійські прісноводні черепахи (Geoemydidae) — родина черепах з підряду прихованошийні черепахи. Має 19 родів та 70 видів. Спочатку відносили до родини прісноводні черепахи як окрема підродина, лише у 1964 році вчені стали розглядати цих черепах як окрему родину.

## Опис

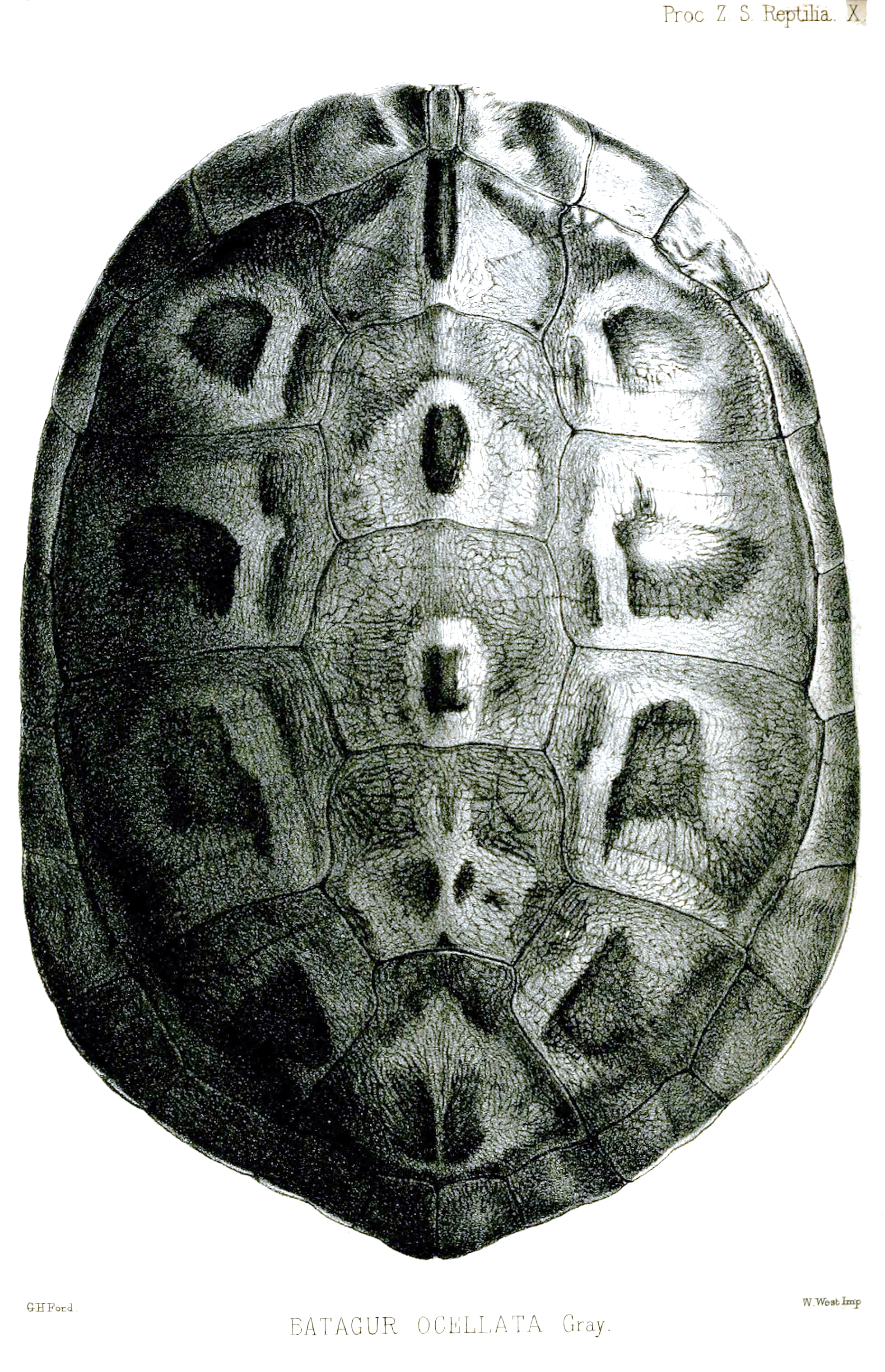
Будова карапакса

Загальна довжина представників цієї родини коливається від 10 до 80 см. У значної кількості видів спостерігається статевий диморфізм. Відрізняються від родини Прісноводні черепахи будовою карапакса та голови. Панцир складається з 24 окремих щитків. Пластрон складається з 12 щитків і не має мезопластрона, грудні та черевні щитки з'єднані з щитками по краях. Тазовий пояс з'єднано з пластроном гнучкою зв'язкою. Шия втягується назад по вертикалі. Між п'ятим та шостим шийним хребцем присутній суглоб. У цих черепах відсутність гіомандібулярна гілка нерва на морді.

## Спосіб життя
Полюбляють прісні чисті водойми (деякі можуть жити й у солоній воді), морське узбережжя тропічні ліси. Активні вдень та у присмерку. Молоді черепахи м'ясоїдні (риба, молюски, членистоногі), дорослі тварини більш рослиноїдні.
Самиці відкладають невелику кількість яєць. За сезон може бути до 2 кладок.

## Розповсюдження
Мешкають у Північній та Південній Америці, Європі, Азії. Втім переважна більшість знаходиться саме в Азії: від Туреччини до Японії.

## Роди
- Batagur
- Cuora
- Cyclemys
- Geoclemys
- Geoemyda
- Hardella
- Heosemys
- Leucocephalon
- Malayemys
- Mauremys
- Melanochelys
- Morenia
- Notochelys
- Orlitia
- Pangshura
- Rhinoclemmys
- Sacalia
- Siebenrockiella
- Vijayachelys